# François-Adolphe Loève-Veimars
François-Adolphe Loève-Veimars, né le 26 avril 1801 à Paris où il est mort le 7 novembre 1854, est un écrivain, traducteur, historien et diplomate français, un des pionniers de la littérature comparée.

## Biographie
D'une famille d'origine juive allemande de Hambourg, il a passé sa jeunesse comme employé de commerce dans cette ville.
Loève-Veimars s'est converti au catholicisme et est rentré en France. Il a  collaboré à la Revue encyclopédique, au Figaro et à la Revue de Paris puis a tenu le feuilleton théâtral du Temps. À partir de 1833, il écrit pour la Revue des deux Mondes des articles consacrés à la politique intérieure et à la politique étrangère.
En 1835, il est associé à Henri Duponchel à la direction de l'Opéra.
Anobli par Louis Philippe et connu depuis comme baron Loève-Veimars, il entre dans la diplomatie en 1836, chargé par Thiers d'une mission en Russie. À  cette occasion, il a rencontré Alexandre Pouchkine dans les Îles Kamenny. Il sera ensuite consul à Bagdad puis consul général à Caracas en 1849-1853. Il préparait une nouvelle mission diplomatique à Lima quand il meurt subitement à Paris le 7 novembre 1854.
Ses articles critiques et ses traductions de littérature allemande (Wieland, E.T.A. Hoffmann, Heinrich Heine, van der Velde) et anglaise (Thomas More) ont influencé les cercles et le monde littéraires français.
Sa sœur, Élisa, mariée au journaliste portugais José Joaquim Gonçalves Basto, s'est suicidée en 1875.

## Œuvres
- Précis de l'histoire des tribunaux secrets dans le nord de l'Allemagne, 1824
- Résumé de l'histoire de la littérature  allemande, Paris, Janet, 1826

- Résumé de l'histoire de la littérature française, 1826

- Chronologie universelle, 1825
- Histoire des littératures anciennes, 1825
- Scènes contemporaines laissées par Madame la Vicomtesse de Chamilly, Urbain Canel, 1828

- Le Népenthès, Contes, nouvelles et critiques, Ladvocat, 1833
- « Belphégor » dans Dodecaton ou Le Livre des douze, Victor Magen, 1837, p. 171-236
- Traduction des œuvres complètes d'Ernst Theodor Amadeus Hoffmann - qui fut également compositeur - publiées à Paris par l'éditeur Eugène Renduel de 1830 à 1832. La réédition par l'éditeur Garnier-Flammarion de 1980 à 1982 de quelques-uns des contes fantastiques met en évidence que F.-A. Loève-Veimars n'était nullement musicien puisque, outre les libertés qu'il a prises vis-à-vis des textes originaux d'Hoffmann (coupes, restructurations, voire contresens - tels que signalés par notes dans la réédition citée ci-avant[5]) s'ajoute une méconnaissance des tonalités musicales qu'atteste la lecture de ses traductions de ceux des contes concernant la musique groupés sous le titre "Les souffrances musicales du maître de chapelle Jean Kreisler"[6] où les erreurs fourmillent, à l'exemple de celle commise à propos de la symphonie no 5 de Beethoven, qui est dite (pages 406 et 412) « en ut bémol » quand elle est en ut mineur (C-moll dans le texte original de : Beethovens Instrumental-Musik), ou de l'invention d'un « fa bémol » qui est substitué à un ut dièse mineur (!) et d'une « couleur de Ré naturel » pour… couleur de mi majeur (page 436) (respectivement Cis-moll et Edurfarbe dans : Brief des Kapellmeisters Kreisler an den Baron Wallborn). Bref, les souffrances musicales du maître de chapelle s'en trouvent encore amplifiées pour le lecteur français.